# 痴人の愛 (1934年の映画)

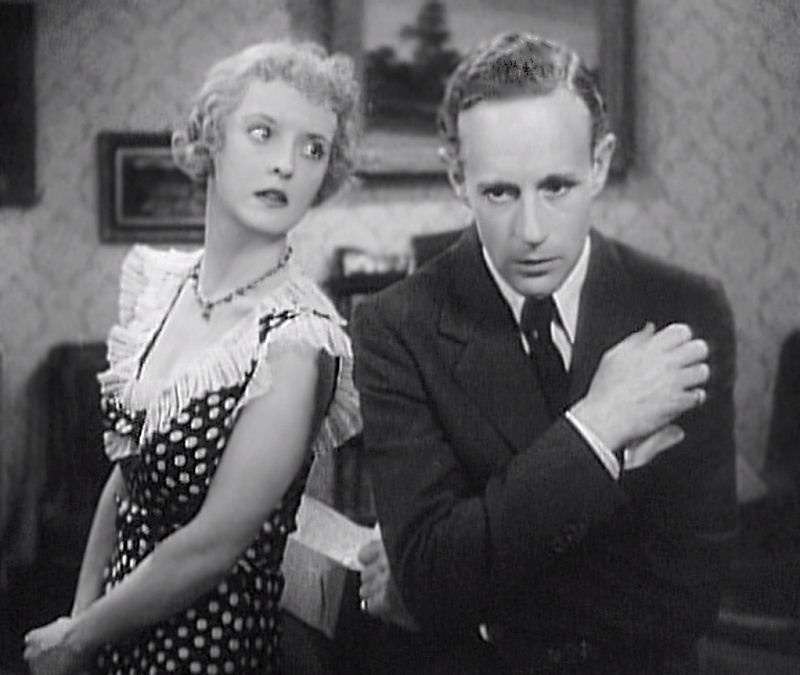
レスリー・ハワード（右）とベティ・デイヴィス

『痴人の愛』（ちじんのあい、原題：英語: Of Human Bondage）は、1934年に製作・公開されたアメリカ合衆国の映画である。

## 概要
サマセット・モームの小説『人間の絆』の映画化作品であり、ジョン・クロムウェルが監督、レスリー・ハワードとベティ・デイヴィスが主演した。
蓮っ葉でありながらプライドの高いコケティッシュな若々しい娘から人生に疲れきった瀕死の女までを、デイヴィスがみごとに演じ分けている。デイヴィスは1934年度のアカデミー主演女優賞にはノミネートされなかったが、アカデミー協会員のデイヴィスへの投票は認められた。
1946年・1964年（邦題『人間の絆』）にも再映画化されている。

## あらすじ
医学生のケリーは、友人からウェイトレスのミルドレッドとの仲立ちを頼まれる。友人はこの女の性格の悪いことを知り、すぐに手を引くが、ケリーは彼女に一目惚れしてしまう。じらされたあげく結婚を申し込むと、彼女は恋敵だった金持ちのミラーと婚約したといって去ってしまう。傷心のケリーを、それまで彼に片思いしていたノラが慰める。ある日、ミルドレッドが赤ん坊を連れて現れる。相手の男は妻子持ちで捨てられたのだった。ケリーはノラに別れを告げ、彼女に乳母を頼み部屋を借りてやるが、すぐに友人の一人と駆け落ちしてしまう。
ケリーがある患者の娘のサリーと家族ぐるみ親しくなったころ、男に捨てられたミルドレッド母子が舞い戻ってくる。懲りていたケリーはそれでも自分の部屋を貸すが、ある夜、誘惑に乗らないケリーをさんざんに毒づいたあげく、女は学費の小切手を焼き捨てて逐電する。路頭に放り出されたケリーは、サリーの父に職を世話される。時が経ち、子供を死なせ自ら肺病に冒されたミルドレッドが訪ねてくるが、処方に金を添えて追い返す。
伯父の死によって遺産を相続したケリーは学業に戻り、晴れて医者となる。ミルドレッドが窮死したことを知り、やっと女の呪縛から解放されたケリーは、サリーに結婚を申し込む。

## キャスト
- フィリップ・ケリー：レスリー・ハワード
- ミルドレッド・ロジャース：ベティ・デイヴィス
- サリー：フランシス・ディー
- ノラ：ケイ・ジョンソン
- ハリー・グリフィス：レジナルド・デニー

## スタッフ
- 監督：ジョン・クロムウェル
- 製作：パンドロ・S・バーマン
- 脚本：レスター・コーエン
- 音楽：マックス・スタイナー
- 撮影：ヘンリー・W・ジェラード
- 編集：ウィリアム・モーガン
- 美術：キャロル・クラーク、ヴァン・ネスト・ポルグレイズ
- 衣裳：ウォルター・プランケット